# 国立芸術基金
国立芸術基金（こくりつげいじゅつききん、National Endowment for the Arts、NEA）は、芸術的な卓越性を示すプロジェクトに支援と資金を提供する、アメリカ合衆国連邦政府の独立機関。この機関は、アメリカ合衆国議会を通過し、1965年9月29日にリンドン・ジョンソン大統領によって署名された法律によって設立された。
伝統芸術に対して贈る最高の名誉であるナショナル・ヘリテージ・フェローシップを1982年より主宰している。
全米芸術基金、米国芸術基金などとも表記される。